# Jalil Naseri
Jalil Naseri (persisch جلیل ناصری; * 6. Februar 1995) ist ein iranischer Leichtathlet, der im Mittel- und Langstreckenlauf an den Start geht.

## Sportliche Laufbahn
Erste Erfahrungen bei internationalen Meisterschaften sammelte Jalil Naseri im Jahr 2014, als er bei den Juniorenasienmeisterschaften in Taipeh in 15:41,55 min den sechsten Platz im 5000-Meter-Lauf belegte und über 3000 m Hindernis mit 9:22,77 min auf Rang fünf gelangte. 2019 belegte er bei den Asienmeisterschaften in Doha in 14:19,82 min den siebten Platz über 5000 Meter und gelangte im 10.000-Meter-Lauf mit 30:06,16 min auf Rang acht. 2023 wurde er bei den Hallenasienmeisterschaften in Astana in 8:22,72 min Achter im 3000-Meter-Lauf und kam über 1500 Meter nicht ins Ziel. Im Jahr darauf wurde er bei den Hallenasienmeisterschaften in Teheran über 3000 Meter disqualifiziert.
In den Jahren 2018, 2019 und 2022 wurde Naseri iranischer Meister im 5000-Meter-Lauf sowie 2018 und 2019 auch über 10.000 Meter.

## Persönliche Bestzeiten
- 5000 Meter: 14:09,17 min, 15. Juni 2018 in Maschhad
  - 3000 Meter (Halle): 8:15,18 min, 8. Februar 2019 in Teheran
- 10.000 Meter: 30:06,16 min, 21. April 2019 in Doha
- 3000 m Hindernis: 9:10,23 min, 12. April 2021 in Maschhad